# Grecco
Grecco es una localidad uruguaya del departamento de Río Negro.

## Geografía
La localidad se ubica al sureste del departamento de Río Negro, sobre la cuchilla de Navarro, a orillas del arroyo de las Flores y a 2 km al oeste de la ruta nacional N.º 20 en su km 109 aproximadamente, a una distancia de 140 km de la capital departamental Fray Bentos.

## Historia
Los primeros en llegar a la zona fueron los hermanos italianos Natalio y Juan Grecco, este último se radicó allí y se casó con Leonor Sobredo, compró 400 hectáreas en la zona e instaló un comercio de ramos generales a orillas del arroyo de las Flores. Tiempo después fraccionó sus tierras y las repartió entre sus hijos; el primero de los fraccionamientos data del 20 de enero de 1930. Alrededor de ese mismo año se instalaron allí varias familias lo que ocasionó la instalación de una comisaría y una escuela.
El 17 de noviembre de 1964 por Ley 13.299 la localidad fue elevada oficialmente a la categoría de pueblo.

## Población
Según el censo del año 2011 la localidad contaba con una población de 598 habitantes.
| 612           | 578 | 457 | 578 | 554 | 726 | 598 |
| (Fuente: INE) |     |     |     |     |     |     |